# Новая Земля (остров, Шпицберген)
Остров Новая Земля (норв. Nymark, англ. New Ground) — один из островов архипелага Шпицберген, обнаруженный в 2004 году. Название ему дал британский художник Алекс Хартли. Другое имя острова — Nyskjæret, данное ему Норвежским Полярным Институтом. Это маленький участок земли в Баренцевом море, в 500 милях к северу от Норвегии, возникший на месте растаявшего ледника, размером с футбольное поле.